# Bicurga
Bicurga è una città della Guinea Equatoriale. Si trova nella Provincia Centro Sud e nel 2005 aveva 2.318 abitanti.